# Banya
Banya (en búlgaro: Баня) es una ciudad en el sur de Bulgaria, municipio de Karlovo, Provincia de Plovdiv. También se le conoce como Baños Minerales de Karlovo (en búlgaro: Карловски минерални бани), que es un nombre antiguo y coloquial de la ciudad.

## Geografía
Se encuentra a una altitud de 291 m s. n. m. a 178 km de la capital nacional, Sofía.

## Demografía
Según estimación 2012 contaba con una población de 3367 habitantes.
|         | 2004  | 2005  | 2006  | 2007  | 2008  | 2009  | 2010  | 2011  |
| Mujeres | 2 026 | 2 008 | 1 984 | 1 941 | 1 912 | 1 900 | 1 842 | 1 821 |
| Varones | 1 735 | 1 713 | 1 693 | 1 649 | 1 615 | 1 598 | 1 585 | 1 630 |
| Total   | 3 761 | 3 721 | 3 677 | 3 590 | 3 527 | 3 498 | 3 427 | 3451  |